# Swingin' Machine
| Recensione | Giudizio |
| ---------- | -------- |
| AllMusic   | [ 1 ]    |

Swingin' Machine è un album discografico del pianista e cantante jazz statunitense Mose Allison, pubblicato dalla casa discografica Atlantic Records nel 1963.

## Tracce
Lato A
1. Swingin' Machine – 2:31 (Mose Allison) – Registrato il 9 novembre 1962
2. Do It – 4:33 (Mose Allison) – Registrato l'8 novembre 1962
3. Stop This World – 3:24 (Mose Allison) – Registrato il 9 novembre 1962
4. Promenade – 5:10 (Mose Allison) – Registrato l'8 novembre 1962

Lato B
1. If You're Goin' to the City – 3:49 (Mose Allison) – Registrato l'8 novembre 1962
2. Saritha – 4:58 (Mose Allison) – Registrato il 9 novembre 1962
3. I Ain't Got Nothing but the Blues – 3:56 (Don George, Duke Ellington) – Registrato l'8 novembre 1962
4. So Rare – 5:02 (Jack Sharpe, Jerry Herst) – Registrato il 9 novembre 1962[2]

## Musicisti
- Mose Allison - pianoforte
- Mose Allison - voce (brani: Swingin' Machine, Stop This World, If You're Goin' to the City e I Ain't Got Nothing but the Blues)
- Jimmy Knepper - trombone
- Jimmy Reider - sassofono tenore
- Addison Farmer - contrabbasso
- Frankie Dunlop - batteria

Note aggiuntive
- Nesuhi Ertegun - produttore, supervisore
- Tom Dowd e Joe Atkinson - ingegneri delle registrazioni
- Loring Eutemey - copertina album originale
- George Hoefer - note retrocopertina album originale[3]